# 농교육

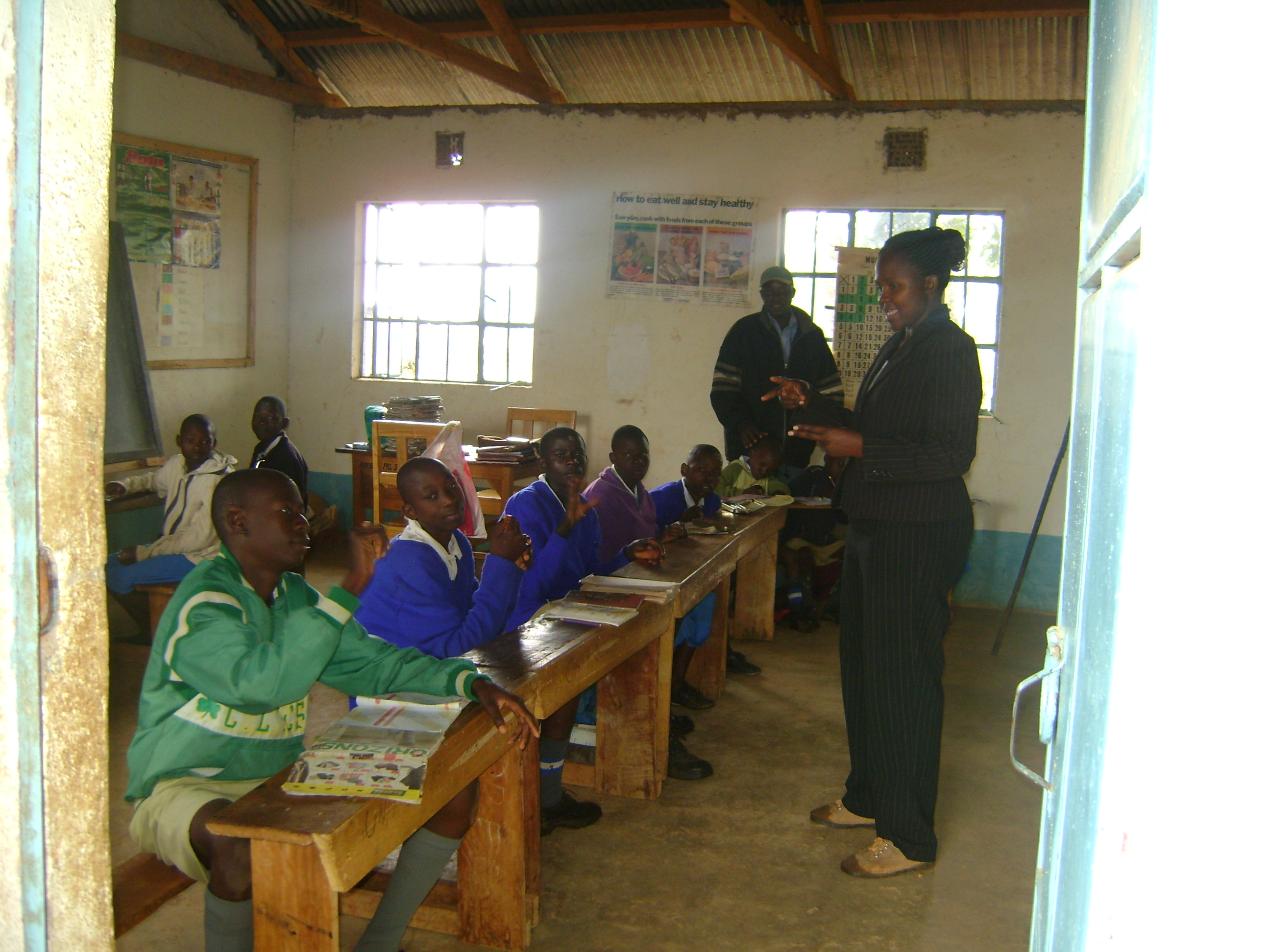
케냐의 농교육

농교육(聾敎育) 또는 청각장애교육은 청각장애자를 대상으로 하는 특수교육이다.
청각 장애 교육은 청력 손실 또는 청각 장애가 있는 학생을 교육하는 것이다. 여기에는 개별적으로 계획되고 체계적으로 모니터링되는 교육 방법, 적응형 자료, 접근 가능한 환경 및 학생들이 학교와 지역 사회에서 더 높은 수준의 자급 자족과 성공을 달성하도록 돕기 위해 고안된 기타 개입이 포함될 수 있지만 항상 그런 것은 아니다. 학생들이 다양한 의사소통 방법을 배우는 교육 환경에서 사용되는 다양한 언어 양식이 있다. 많은 국가에서 다양한 접근 방식으로 청각 장애 학생을 가르치기 위해 교사 훈련에 중점을 두고 있으며 청각 장애 학생을 돕기 위한 조직을 보유하고 있다.

## 같이 보기
- 분류:농학교
- 특수교육
- 수화